# Campeonato Mundial Femenino de Ajedrez 1986
El 23º Campeonato mundial femenino de ajedrez se desarrolló entre septiembre de 1986 en Sofía. Esta edición enfrentó a la campeona Maia Chiburdanidze contra Elena Akhmilovskaya, ganadora del Torneo de candidatas. Nuevamente, Chiburdanidze defendió exitosamente su título.

## Torneo de Candidatas
El Torneo de Candidatas se desarrolló en febrero de 1986 en la ciudad de Malmö. Participaron las tres primeras del interzonal de La Habana y las tres primeras del Interzonal de Zeleznovodsk de 1985 junto a Irina Levitina y Lidia Semenova, finalistas del torneo de candidatas anterior.
|   | Jugadora              | 1  | 2 | 3  | 4  | 5  | 6  | 7  | 8  | Pts. |
| - | --------------------- | -- | - | -- | -- | -- | -- | -- | -- | ---- |
| 1 | Elena Akhmilovskaya   | -  | ½ | ½  | 1½ | 1½ | 1½ | 2  | 2  | 9½   |
| 2 | Nana Alexandria       | 1½ | - | 1  | 1  | 1  | 1½ | 1  | 2  | 9    |
| 3 | Marta Litinskaya-Shul | 1½ | 1 | -  | 1  | 1  | 1  | ½  | 2  | 8    |
| 4 | Pia Cramling          | ½  | 1 | 1  | -  | 2  | ½  | 1½ | ½  | 7    |
| 5 | Lidia Semenova        | ½  | 1 | 1  | 0  | -  | 1½ | 1½ | 1½ | 7    |
| 6 | Agnieszka Brustman    | ½  | ½ | 1  | 1½ | ½  | -  | 1  | 1½ | 6½   |
| 7 | Irina Levitina        | 0  | 1 | 1½ | ½  | ½  | 1  | -  | 1½ | 6    |
| 8 | Wu Mingqian           | 0  | 0 | 0  | 1½ | ½  | ½  | ½  | -  | 3    |

## Chiburdanidze vs Akhmilovskaya
El Campeonato del mundo se disputó mediante un encuentro a 16 partidas donde la primera jugadora en obtener 8½ puntos sería consagrada campeona.
|                     | 1 | 2 | 3 | 4 | 5 | 6 | 7 | 8 | 9 | 10 | 11 | 12 | 13 | 14 | 15 | 16 | Total |
| ------------------- | - | - | - | - | - | - | - | - | - | -- | -- | -- | -- | -- | -- | -- | ----- |
| Maia Chiburdanidze  | 1 | ½ | ½ | ½ | 1 | ½ | 1 | 1 | 0 | ½  | ½  | ½  | ½  | ½  |    |    | 8½    |
| Elena Akhmilovskaya | 0 | ½ | ½ | ½ | 0 | ½ | 0 | 0 | 1 | ½  | ½  | ½  | ½  | ½  |    |    | 5½    |